# Rüsselsheim am Main
Rüsselsheim este un oraș din districtul Groß-Gerau, landul Hessa (Hessen), Germania. Este reședința  uzinelor de automobile Opel, care la ora actuală (iulie 2009) sunt încă deținute în majoritate de compania americană de automobile General Motors (GM).

## Politică
Alegerile de la 8 octombrie 2017 pentru un nou primar au fost câștigate de Udo Bausch.